# Институт Кюри
Институ́т Кюри́ (фр. Institut Curie) — один из лидирующих научных институтов в области биофизики, молекулярной биологии и онкологии. Основан Марией Склодовской-Кюри в 1921 году. Расположен в Париже.

## История
После получения в 1903 году нобелевской премии, Пьер Кюри и Мария Склодовская-Кюри получают широкую известность в профессиональной среде, появляется возможность создания нового научного центра для их работы.
В 1909 году Парижским университетом и Институтом Пастера принято решение об образовании института радия.
В 1913 году институт был открыт, в нём было два отделения — радиоактивная лаборатория под руководством Марии Склодовской-Кюри и лаборатория биологических исследований и радиотерапии, которую возглавил видный французский медик Клод Рего.
После Первой мировой войны институт по решению Марии Кюри переориентируется на борьбу с раком, в 1921 году получает поддержку Ротшильдов, в 1922 году открываются новые медицинские учреждения. Теоретические исследования радиоактивности продолжались.
В 1995 году при институте был создан исследовательский центр. Основными направлениями исследований являются биофизика, молекулярная биология и онкология.

## Модель Кюри
Одним из главных принципов института является гармоничное совмещение научных исследований и ухода за больными. Этот принцип известен как «модель Кюри». Его основой является близость исследователей к пациентам, что ускоряет разработку новых методов лечения и делает самые новые технологии доступными для использования. «Модель Кюри» взята за основу и другими онкологическими центрами во Франции.

## Исследования

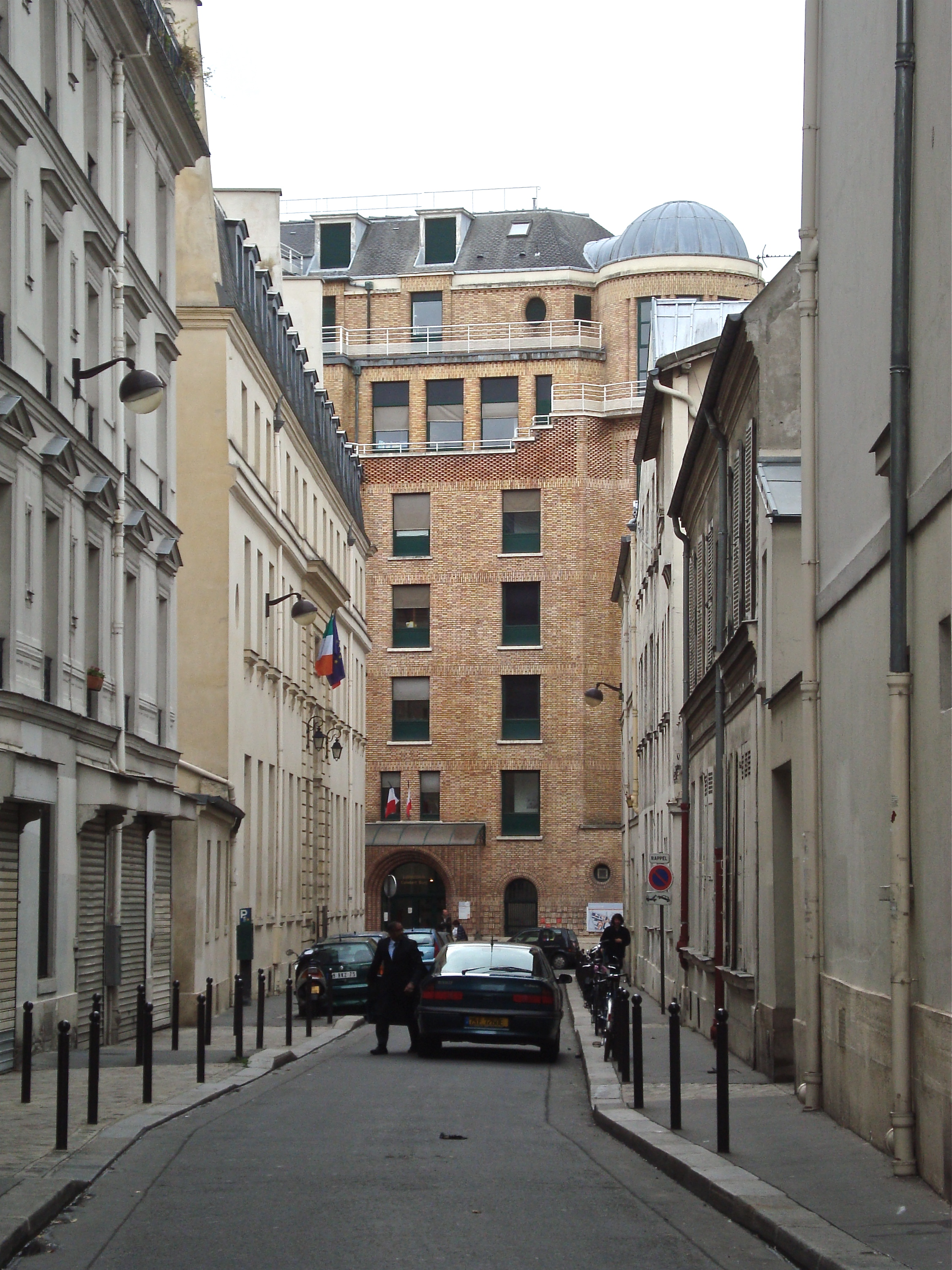
Здание исследовательского центра Института Кюри в Париже

Главным направлением деятельности исследовательского центра Института Кюри является онкология. В состав центра входит более 70 исследовательских групп, имеющих связи с Национальным центром научных исследований и Национальным институтом здоровья и медицинских исследований.

## Госпиталь
Госпиталь Института Кюри, являясь частным, участвует в государственной системе здравоохранения. Госпиталь оборудован новейшим диагностическим оборудованием и предлагает полный спектр методов лечения рака (хирургия, лучевая терапия, восстановление и т. д.). Госпиталь специализируется в области рака молочной железы, саркомы, лимфомы, опухолей глаза, головы и шеи. Институт также владеет одним из немногих в мире центром протонной терапии в Орсее.

## Музей Кюри
В одном из старейших зданий института Павильоне Кюри располагается музей Кюри. Это бывшая лаборатория, построенная в 1910—1914 годах специально для Марии Кюри Парижским университетом недалеко от того места, где ею вместе с мужем, Пьером Кюри, были открыты радиоактивные элементы полоний и радий. Здесь Мария Кюри работала на протяжении более двадцати лет, и здесь же её дочь Ирен Жолио-Кюри и зять Фредерик Жолио-Кюри открыли явление искусственной радиоактивности, за что в 1935 году получили Нобелевскую премию по химии.

## Нобелевские лауреаты
Сотрудниками института было получено в общей сложности четыре нобелевских премий:
- Мария и Пьер Кюри, 1903, по физике
- Мария Кюри, 1911, по химии
- Ирен и Фредерик Жолио-Кюри, 1935, по химии
- Пьер Жиль де Жен, 1991, по физике

## Институт Кюри в нумизматике
В ноябре-декабре 2009 года Парижским монетным двором был выпущен ряд монет номиналом в 10, 20, 50 (серебро и золото) евро, посвящённых Институту Кюри. На аверсе монет изображена Мария Склодовская-Кюри, на реверсе — номинал и символика института.